# Calanthe leuseri
Calanthe leuseri är en orkidéart som beskrevs av Phillip James Cribb. Calanthe leuseri ingår i släktet Calanthe och familjen orkidéer. Inga underarter finns listade i Catalogue of Life.